# Atom egzotyczny
Atom egzotyczny – atom, w którym jedna lub więcej cząstek zostały zastąpione innymi cząstkami o tym samym ładunku. Na przykład atomy mionowe i atomy hadronowe to atomy, w których elektron jest zastąpiony inną ujemną cząstką. Do atomów egzotycznych należą również takie, w których jądro zastąpione jest inną cząstką dodatnią, na przykład pozytonium (elektron i pozyton), mionium (elektron i dodatni mion) oraz pionium (pion i mion), a także atomy z hiperjądrem.

## Atomy mionowe
Atom mionowy to atom egzotyczny, w którym elektron (lub elektrony) jest zastąpiony mionem. Mion, podobnie jak elektron, jest leptonem.

## Atomy hadronowe
Atomy egzotyczne, w których elektron jest zastąpiony ujemnym hadronem. Należą do nich:
- mezoatomy (elektron zastąpiony mezonem, na przykład pionem lub kaonem (również mionem)[2]),
- protonium (elektron zastąpiony antyprotonem),
- hiperatomy (elektron zastąpiony ujemnym hiperonem[3], np. Σ- – atomy sigmowe).

Atomy pionowe zostały odkryte w 1952, kaonowe  w 1960, sigmowe  w 1968, a antyprotonowe w 1970.
Atomy hadronowe otrzymuje się przez kierowanie wiązki ujemnych hiperonów z akceleratora na tarczę z odpowiedniego materiału, np. potasu, cynku lub ołowiu. Ich czas życia jest rzędu 10−12 s.
Badanie nad mezoatomami pokazały, że mion jest leptonem, a nie hadronem.

## Atomy z hiperjądrem
Atomy (również nazywane hiperatomami) mogą też składać się z elektronów krążących wokół hiperjądra, czyli jądra, w którym co najmniej jeden nukleon został zastąpiony hiperonem.